# Brocoli-rave
Brassica rapa Groupe Cima di Rapa, Brassica ruvo
Espèce
Classification phylogénétique
Le brocoli-rave ou rapini (Brassica rapa Groupe Cima di Rapa=Brassica ruvo) est une espèce de la famille des Brassicaceae. C'est un légume commun en cuisine portugaise, italienne, espagnole (notamment en Galice), japonaise et chinoise.
Il ressemble visuellement au brocoli chinois (Brassica oleracea var. alboglabra), mais en ayant un goût amer prononcé.
Il a beaucoup de feuilles pointues qui entourent un bourgeon vert qui est très semblable à une petite tête de brocoli. Son goût est proche de la noix, amer et piquant.
C'est une source de vitamines A, C, et K ainsi que de potassium, de calcium, et de fer. Il est l'un des légumes les plus populaires en Chine, particulièrement à Hong Kong. Cependant la variété chinoise est d'une couleur verte plus légère, pas du tout amer ou piquant. Il peut avoir de petites fleurs jaunes fleurissant des bourgeons, qui sont comestibles. Le légume provient probablement d'une herbe sauvage, un parent du navet, qui s'est développé en Chine ou dans la région méditerranéenne. Il est maintenant développé dans le monde entier.

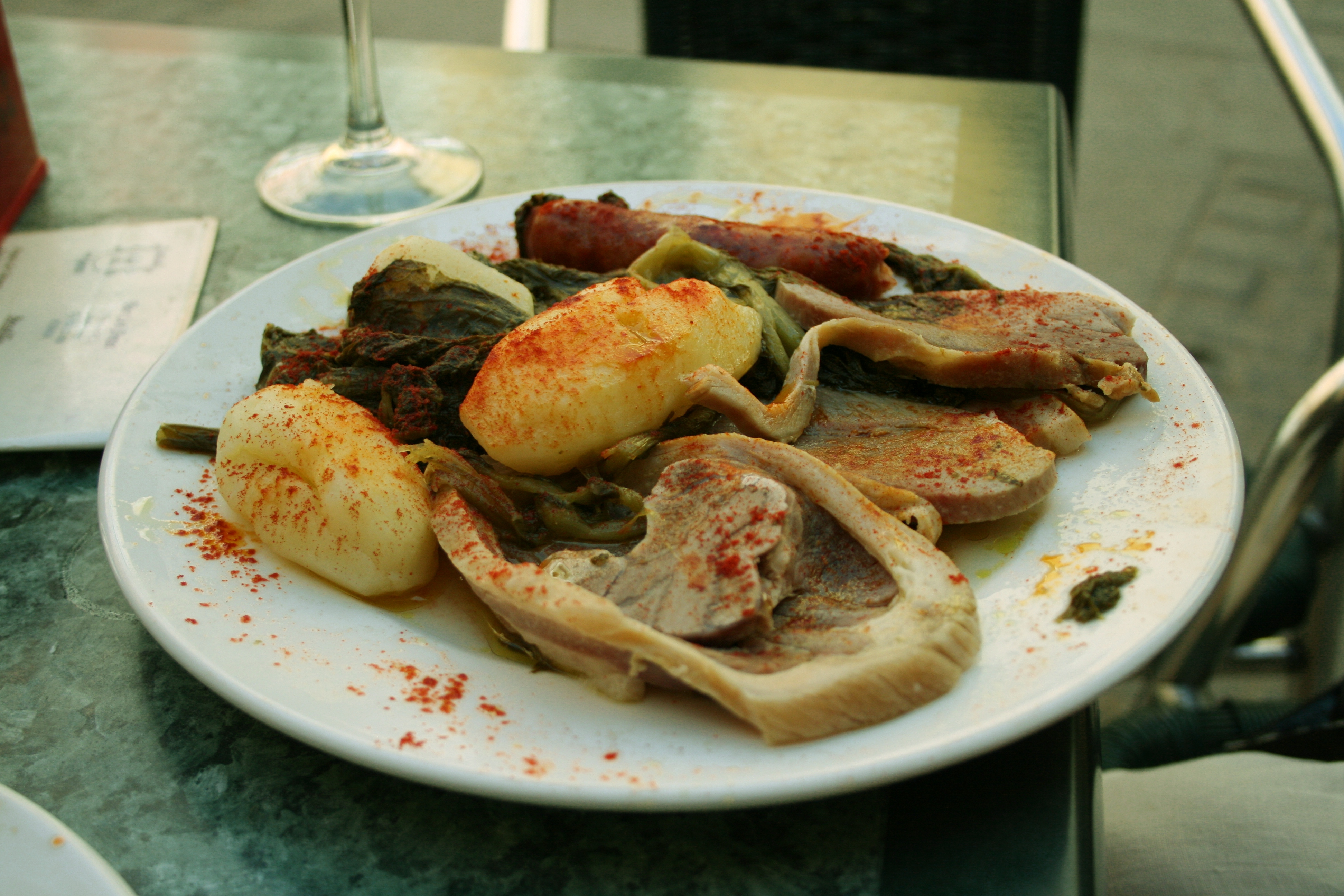
Plat typique de la cuisine espagnole, le lacón con grelos : palette au brocoli-rave, avec pommes de terre et saucisse.

Les Espagnols et Portugais sont de gros producteurs et consommateurs des pousses avant floraison (grelos). C'est le légume par excellence de certains plats typiques et populaires, notamment en Galice, tel le caldo gallego et le lacón con grelos. En Italie aussi (Centre et Sud) on consomme les pousses (appelées, selon les régions,  cime di rapa, friarielli,  rapini, broccoli di rapa, etc. ). Dans la province de Bari, elles entrent dans les célèbres "orecchiette alle cime di rapa". 
On trouve ce légume tout au long de l'année, mais c'était à l'origine un légume d'automne et hiver, jusqu'au début du printemps. 

## Noms vernaculaires
- Rapini, friarielli, cime di rapa, broccoletti
- Navet italien
- Navet chinois
- Grelos en castillan, galicien et portugais.